# Paridea multituberculata
Paridea multituberculata es una especie de insecto coleóptero de la familia Chrysomelidae.
Fue descrita científicamente en 1989 por Medvedev & Samoderzhenkov.